# Romescamps
Romescamps – miejscowość i gmina we Francji, w regionie Hauts-de-France, w departamencie Oise.
Według danych na rok 1990 gminę zamieszkiwało 439 osób, a gęstość zaludnienia wynosiła 42 osoby/km² (wśród 2293 gmin Pikardii Romescamps plasuje się na 581. miejscu pod względem liczby ludności, natomiast pod względem powierzchni na miejscu 421.).